# Game Dev Tycoon
A Game Dev Tycoon egy 2012. december 10-én megjelent, gazdasági szimulációs videójáték. A programban a játékos videójátékokat fejleszthet és adhat ki. A Game Dev Tycoont a Kairosoft korábbi programja, a Game Dev Story ihlette, így a kritikusok sok hasonlóságot fedezhettek fel a két játék közt. A Game Dev Tycoont a 2012 júliusában, két testvér - Patrick és Daniel Klug - által alapított Greenheart Games készítette.

## Kalózkodás ellenes kiadás
A játék fejlesztői egy különös kalózkodás elleni módszert használtak a Game Dev Tycoon esetében. Mivel Patrick Klug - a Greenheart Games egyik alapítója - tisztában volt vele, hogy játékukat sokan fogják letölteni torrenten keresztül, készített egy előre feltört változatot a játékból, és feltöltötte azt több torrentoldalra. A játék szinte mindenben megegyezett az eredeti változattal, azt leszámítva, hogy a játék folyamán a játékos a következő üzenetet kapja:
|  | „Főnök, úgy tűnik, hogy bár rengetegen játsszák a játékunkat, ahelyett hogy megvásárolnák, sokan a tört verziót töltik le. Ha a játékosok nem veszik meg a játékot, előbb vagy utóbb csődbe megyünk." - Greenheart Games, Game Dev Tycoon” |
|  | |

Ezt követően a tört verzióval játszó játékosok a kalózkodás miatt folyamatosan veszteni kezdik a pénzüket és végül tönkremennek.

## Fejlődés
A játékos karrierjét egy garázsban kezdi az 1980-as években. Ekkor még nincsenek alkalmazottak, és a pénzügyi, valamint a választási lehetőségek is korlátozottak. Az idő múlásával új játékokat fejleszthetünk új műfajokban, új platformokra; elkészíthetjük új videójáték-motorunkat; illetve a fejlesztői képességeink is javulnak. Az új konzolok megjelenésekor licencet kell vásárolnunk, hogy fejleszthessünk a platformokra. A játékban valós életből származó konzolok szerepelnek, de a védjegyek miatt megváltoztatott nevekkel, mint például GS, PlaySystem, mBox, vagy grPad. A játék előrehaladtával a játékosnak lehetősége nyílik nagyobb irodába költözni, és alkalmazottakat felvenni. Az egymillió dolláros vagyon elérése fontos mérföldkő a játékban, hiszen ekkor költözhetünk a legfejlettebb irodába. Itt bizonyos követelmények teljesítése után már lehetőség nyílik külön K+F labor üzemeltetésére, ahol kifejleszthetjük az MMO rendszert, vagy Steamhez hasonló online játékboltot; de saját konzolt is alkothatunk.

## Fogadtatás
A játék pozitív értékeléseket kapott. Sokan kiemelték jó ár-érték arányát, valamint a történelmileg hiteles fejlődést a játék 30 éve alatt. Az International Business Times 10-ből 9 pontot adott a játéknak, a Metacritictől pedig 69 pontot kapott.

## Fordítás
Ez a szócikk részben vagy egészben  a   Game Dev Tycoon című angol Wikipédia-szócikk ezen változatának fordításán alapul.  Az eredeti cikk szerkesztőit annak laptörténete sorolja fel. Ez a jelzés csupán a megfogalmazás eredetét és a szerzői jogokat jelzi, nem szolgál a cikkben szereplő információk forrásmegjelöléseként.